# Cotinus nanus
Cotinus nanus — вид квіткових рослин з родини фісташкові (Anacardiaceae). Поширення: Китай (пн.-зх. Юньнань). Населяє пагорби та гірські зарості на кам'янистих ґрунтах; на висотах 1500–2500 метрів.

## Біоморфологічна характеристика
Це кущ заввишки 0.5–1.5 метра. Ніжка листка тонка, 3–6 мм; листова пластинка округла або яйцеподібна, 1–2 см у діаметрі, гола, сизувата, основа округла або широко клинувата, край цільний, верхівка закруглена, бічні жилки та сітчасте жилкування виступають знизу. Суцвіття волотисте, верхівкове, сильно розгалужене, голе. Квітки ≈ 3 мм у діаметрі. Чашечка пурпурово-червона, частки овально-трикутні, ≈ 1 мм, від гострих до тупих на верхівці, дрібно запушені з війчастими краями. Пелюстки довгасті або довгасто-еліптичні, 2–2.5 мм, голі з пурпурово-червоним жилкуванням. Кістянка підниркоподібна, 3–4 × 2.5–3 мм, стиснута, дрібно запушена. Цвітіння: липень і серпень; плодіння: вересень і жовтень.